# Louis-Henri-Scipion du Roure
 (juin 2023).
- Si vous ne connaissez pas le sujet, laissez ce bandeau (vous pouvez alors contacter les auteurs).
- Si vous supprimez le contenu mis en cause (vous pouvez préalablement contacter les auteurs),

argumentez précisément cette suppression dans la page de discussion
(un manque de référence n'est pas un argument ; une recherche réelle de référence doit avoir été effectuée, être formellement documentée).
Louis Philippe Henri Scipion de Grimoard de Beauvoir, comte du Roure, né à Marseille le 1er mars 1763 et mort en décembre 1823 à Londres, est un aventurier et homme politique français, issu de la famille de Beauvoir du Roure.
Avec Jean-Nicolas Pache, il fut, pendant la Révolution française, au centre des agissements d’une faction politique désorganisatrice, abusivement nommée « hébertiste », et dont les bailleurs de fonds étaient, pour beaucoup d’entre eux, des financiers anglais, hollandais et autrichiens.

## Origines anglaises
Scipion du Roure appartenait à une famille de très ancienne noblesse qui se transmettait de père en fils le prénom peu usuel de « Scipion ». Les ancêtres de son grand-père, Scipion du Roure, qui appartenait à la branche calviniste de cette famille, s’exilèrent après le pillage du château familial par les troupes du duc de Nemours. S’étant enrôlé dans l’armée britannique celui-ci fut promu colonel en 1705 puis il épousa la fille unique du comte de Catherbourg, nièce de Lord Bolingbroke, d’où Henri-Barthélémy, chevalier du Roure, qui épousa Barbe-Catherine Robert. Élevé en Angleterre - on dit qu’il était naturalisé anglais - où il demeura une quinzaine d’années, cousin de membres influents du parlement d’Angleterre, Scipion du Roure eut une jeunesse dorée qu’il passa en partie dans les colonies où il avait hérité de plantations. Il revint, dit-on, de la Martinique en France, sur le même bateau que Joséphine de Beauharnais, avec laquelle il avait des liens de société. 
À Paris, Scipion du Roure, ancien colonel d’infanterie, s’impliqua dans les mouvements populaires tout en maintenant des contacts réguliers avec des représentants du cabinet britannique. Tenant du libéralisme et désireux d’installer en France une constitution inspirée du modèle anglais, il œuvra puissamment en ce sens après la journée du 10 août 1792. Il était allié, depuis son mariage le 27 janvier 1790 avec Jeanne-Adrienne de Maleyssie, née à Margency en 1774, fille du chevalier Charles-Philibert mort en 1777, et de Marie-Claire Sylva, avec le second mari de sa belle-mère, Étienne-Xavier Poisson, comte de La Chabeaussière. Mme de La Chabeaussière, sa belle-mère, était une femme intelligente, célèbre pour son salon et son goût immodéré du théâtre: elle donnait à jouer dans son petit théâtre privé de la rue de Bourbon, entre autres les pièces écrites par son mari. À la belle saison, le couple recevait dans son château de Margency, et on y voyait des hommes et femmes de lettres parmi lesquels la comtesse de Beaufort, elle-même femme de lettres, Sophie de Jaucourt, née de Chaponay, poétesse, le chevalier de Cubières et Fanny de Beauharnais. Cette société, gagnée aux idées nouvelles, ne jurait que par les bienfaits d’une démocratie bien comprise et d’un libéralisme sans entraves. 

## La faction désorganisatrice
Tandis que La Chabeaussière faisait une carrière dans l’administration révolutionnaire, le ci-devant comte Scipion du Roure, ancien colonel d’infanterie en disponibilité, qui affichait des couleurs ultra-révolutionnaires mais occupait un beau logement rue de Buffon au faubourg Montmartre, se mit au service d’un projet politique destiné, après le 10 août 1792, à faire obstacle au dirigisme étatique et à la politique économique des Jacobins, en particulier de Robespierre, également aux projets de Jacques Pierre Brissot et de ses amis. Après les événements de septembre 1792, la Commune dite du 10 août, dont la composition spontanée avait l’inconvénient d’être déséquilibrée, fut peu à peu reprise en main par des personnalités de poids - financièrement s’entend - comme Jean-Nicolas Pache ou Scipion Grimoard du Roure. Pour avancer masqué et garder l’apparence du radicalisme le plus spectaculaire, les meneurs firent appel à un certain nombre d’individus sur l’habileté démagogique desquels ils pouvaient compter. Membre de la section du Faubourg-Montmartre puis président du conseil municipal, du Roure fut très impliqué dans le recrutement des membres de la « nouvelle commune » qui fut mise en place à la fin de novembre 1792. Il favorisa, comme Jean-Nicolas Pache, promu maire de Paris, la carrière de Jacques-René Hébert qui avait en charge, pour reprendre une expression moderne, la « communication » du mouvement, grâce à ses talents de pamphlétaire et à son imagination. Démagogue consommé, mais aussi comédien, Hébert pouvait adopter avec beaucoup de naturel un ton « populacier » qui ne lui était pas naturel. Lorsque le « Père Duchesne » et son épouse eurent une petite fille, c’est Scipion du Roure qui en fut le parrain, ce qui indique assez la proximité, l’intimité de leurs relations. Outre Hébert, Du Roure voyait beaucoup le pasteur protestant et député à la Convention Julien de Toulouse, qui, en décembre 1793, se cacha à Margency chez sa belle-mère. Au Palais-Royal, il fréquentait la bande noire et notamment son quartier général, c’est-à-dire la maison de jeu de Descarrières, beau-frère du général Santerre, où il dépensait des sommes énormes avec André Guzman, et le comte de Pestre de Séneffe, parent de Walckiers. On le vit aussi au « 50 » chez Aucane et Mme de Sainte-Amaranthe. Employé un temps au premier Comité de sûreté générale où il était entré grâce à ses amis Julien de Toulouse et Delaunay d'Angers, il rejoignit l’armée de Dumouriez où, comme officier, il se mit à la disposition du général. À son retour à Paris après la défection de Dumouriez, il eut quelque peine à échapper aux poursuites qui touchèrent les « complices » du général. Arrêté le 8 août 1793, il bénéficia de la haute protection de Barère et fut relâché. 
À l’automne 1792, les membres de la nouvelle Commune n’avaient qu’un idée : terrasser les Girondins qui avaient les moyens de dévoiler leurs visées (qui n'avaient rien de démocratique), et de dénoncer les crimes et vols de septembre 1792. On leur prêta surtout, au tribunal révolutionnaire - du moins ceux qui eurent la malchance d'y comparaître, le projet d’avoir voulu affaiblir la Convention nationale par la calomnie, et d’entamer son crédit aux yeux de l’opinion publique. À terme, leur projet était de placer un « grand juge » (qui, selon toute vraisemblance, aurait été Pache) à la tête d’un gouvernement autoritaire inspiré de la république de Venise. Les précautions dont se sont entourés ces hommes étaient grandes et c’est surtout à travers l’instruction du procès des « hébertistes » et les rapports des comités de surveillance des sections que l’on a pu connaître, a posteriori, les projets de ce complot baptisé par Saint-Just « le complot de l’étranger ». C’est l’implication de ressortissants étrangers, et surtout leurs accointances dans les réseaux financiers internationaux, qui ont permis de qualifier d'« étrangers » les projets politiques, aussi aventureux fussent-ils, de Scipion du Roure, Pache, Hébert, Chaumette, etc.

## L’échec du mouvementhébertiste
Après avoir bénéficié de la protection de trois membres du Comité de salut public, les conjurés – et notamment Hébert, Vincent et Ronsin – étaient allés trop loin dans la mise en cause de Robespierre qui réussit à obtenir leur arrestation. La mainmise sur leurs papiers entraîna l’arrestation successive – entre frimaire et ventôse an II –, de la plupart des « hébertistes », hommes et femmes. Une poignée d’entre eux furent renvoyés autour d’Hébert et du général Ronsin au tribunal révolutionnaire et exécutés, puis ce fut le tour de Chaumette et de l’épouse de Jacques-René Hébert, etc. D’autres, la plupart, bénéficièrent de la lourde et efficace protection administrative du Comité de sûreté générale, qui savait épargner aussi bien que tuer de façon sélective. Tant Jean-Nicolas Pache et Scipion du Roure que les membres de leurs familles respectives, qui furent tous arrêtés, bénéficièrent de l’invisible protection que leur accorda Barère, qui usa de son influence pour que leurs procès ne soient jamais instruits. Tandis que son épouse et sa belle-mère étaient arrêtées (21 nivôse), Scipion du Roure, qui s’était fait remettre un laissez-passer sur ordre de Barère (2 nivôse), gagnait la province et l’étranger.

## Après la Terreur
En l’an III, le ci-devant comte qui avait obtenu le divorce de son épouse, reparaissait à Paris. Avec le député Faure, il organisait des réunions chez lui à l’angle de la rue des Saints-Pères et de la rue de Grenelle. En l’an V, il était à Avignon, poursuivi comme un des rédacteurs du Journal des hommes libres, considéré comme un journal ultra. Il fut proscrit après la coup d'État du 18 brumaire avec son ami Julien de Toulouse, Soulavie, Aréna, Félix Lepeletier, Charles de Hesse, La Chevardière, Villain d'Aubigny, Antonelle, Sonthonax. Sur le point d’être embarqué à La Rochelle pour la Guyane, il réussit à s’évader.
Sous l’Empire, il épousa en secondes noces une demoiselle Sacriste de Tobebeuf, née en 1775. Puis il se fit traducteur : on lui doit la traduction de la grammaire anglaise de Cobbet.
Il meurt à Londres en 1823.